# Saint-Jean-lès-Buzy
 Saint-Jean-lès-Buzy  là một xã thuộc tỉnh Meuse trong vùng Grand Est đông nam nước Pháp. Xã này nằm ở khu vực có độ cao trung bình 195 mét trên mực nước biển.